# Смилевски, Георги
Георги Ангелов Смилевски (род. 7 мая 1975, София) — болгарский и российский артист балета, педагог-репетитор. Народный артист Российской Федерации (2013).

## Биография
В 1993 году окончил Московское Академическое хореографическое училище (МАХУ). В 1993—1995 годах танцевал в студии Юрия Григоровича при Большом театре. С 1995 года — артист балета Московского музыкального театра имени К. С. Станиславского и Вл. И. Немировича-Данченко.

### Личная жизнь
- Жена — Наталья Крапивина, артистка балета Московского музыкального театра.
- Сын — Дмитрий Смилевски[вд], артист балета Большого театра.
- Племянник — Георги Смилевски-младший, артист балета Московского музыкального театра.

## Репертуар
- «Анна Каренина» — Алексей Каренин;
- «Браво, Фигаро» — Дон Базилио, Граф Альмавива;
- «Дон Кихот» — Базиль;
- «Жизель» — Альберт, Ганс;
- «Каменный цветок» — Данила-мастер, Северьян;
- «Корсар» — Конрад;
- «Лебединое озеро» — Принц Зигфрид;
- «Ромео и Джульетта» — Ромео;
- «Манон» — Леско;
- «Майерлинг» — Рудольф;
- «Маргарита и Арман» — Арман;
- «Неаполь» — Дженнаро;
- «Русалочка» — Эдвард/Принц;
- «Саломея» — Ирод ;
- «Сильфида» — Джеймс;
- «Укрощение строптивой» — Петруччо;
- «Чайка» — Тригорин;
- «Шопениана» — Поэт;
- «Эсмеральда» — Клод Фролло.
- 24 ноября 2023 — Атаманша, «Снежная королева» в постановке Максима Севагина (первый исполнитель)

## Участие в конкурсах и фестивалях
- 1997 — член жюри Международного конкурса артистов балета в Рио-де-Жанейро (Бразилия).
- 1998 — участник Международного конкурса артистов балета в Варне (Болгария).
- 2005 — участник Международного балетного конкурса в Нагое (Япония).
- 2006 — участник Международного конкурса артистов балета в Джексоне (США).
- Международный балетный фестиваль им. Р. Нуреева (Казань).
- Международный фестиваль артистов балета в г. Жуэнвилль (Бразилия).

## Награды и звания
- 2002 — лауреат премии Москвы в области литературы и искусства[2]
- 2005 — лауреат премии «Душа танца»
- 2006 — Заслуженный артист Российской Федерации
- 2013 — Народный артист Российской Федерации